# Kaluvehalli, Kadur
Kaluvehalli là một làng thuộc tehsil Kadur, huyện Chikmagalur, bang Karnataka, Ấn Độ.